# Jan Zdzitowiecki
Jan Zdzitowiecki (ur. 5 stycznia 1898 w Chronowie, zm. 24 maja 1975 w Poznaniu) – profesor prawa finansowego Uniwersytetu Poznańskiego, działacz polityczny w okresie II Rzeczypospolitej, związany z obozem narodowym. Jeden z współtwórców i przywódców powstałego w 1933 roku Związku Młodych Narodowców, organizacji nastawionej na współpracę z sanacją.

## Biogram
Był synem Kazimierza, właściciela ziemskiego i Józefy z domu Rolbicka. W 1907 roku poszedł do polskiej Miejskiej Szkoły Handlowej w Radomiu. W czasie I wojny światowej uczęszczał do szkoły Komitetu Polskiego w Moskwie. Szkołę średnią, Ziemską Szkołę Handlową, ukończył w Słucku w 1918 roku z najwyższym odznaczeniem – złotym medalem.
Ukończył w roku 1923 studia na Wydziale Prawa i Nauk Społecznych Uniwersytetu Lubelskiego, a uzupełnił je w latach 1924–1926 na Sekcji Ekonomicznej Wydziału Prawno–Ekonomicznego Uniwersytetu Poznańskiego. W 1927 roku został w Poznaniu asystentem Katedry Ekonomii Politycznej Wyższej Szkoły Handlowej. 
W czasie studiów w Lublinie związał się z obozem narodowym, przystąpił do Narodowego Związku Młodzieży Akademickiej, przekształconego w Związek Akademicki Młodzież Wszechpolska, zasiadał w Radzie Naczelnej ZA MW. Od IX 1922 do 15 X 1923 był prezesem koła MW w Lublinie. Zaangażowany był w działalność innych organizacji studenckich. Aktywnie uczestniczył w pracach Bratniej Pomocy Studentów Uniwersytetu Lubelskiego, 13 XI 1921 wybrano go do komisji rewizyjnej, a 19 XI 1922 został sekretarzem Zarządu. W roku akademickim 1922/1923 zasiadał w komisji rewizyjnej Akademickiego Związku Sportowego UL. Ponadto widnieje na liście założycieli zdominowanej przez wszechpolaków Korporacji Akademickiej „Concordia”. W Poznaniu kontynuował działalność w MW. 25 V 1924 na Nadzwyczajnym Walnym Zebraniu został wybrany na prezesa, jednak ze względów na inne obowiązki podczas jednego z kolejnych walnych zebrań (10 II 1925) zrezygnował z tej funkcji, Jesienią 1926 ponownie został prezesem poznańskiego koła MW, funkcję pełnił do 10 II 1927, Prezesował Poznańskiemu Komitetowi Akademickiemu, był członkiem Bratniej Pomocy Studentów UP. Przystąpił do należącej do ZPKA Korporacji „Corona” w semestrze letnim roku akad. 1926/1927 był jej prezesem. Jesienią 1927 Z. został przewodniczącym Dzielnicy Ruchu Młodych Obozu Wielkiej Polski, funkcję pełnił do rozwiązania OWP w Poznańskiem (26 X 1932). 21 II 1934 został prezesem Związku Młodych Narodowców, którego siedziba mieściła się w Poznaniu. Po jego przekształceniu w 8 XII 1935 w Związek Narodowców był wiceprezesem, następnie po przekształceniu w Ruch Narodowo-Państwowy (19 XII 1937) Zdzitowiecki był członkiem Zarządu Głównego. Należał do Klubu 11 Listopada, w którym prezesował Okręgowi Poznańskiemu.
W 1932 roku na podstawie napisanej pod kierunkiem Edwarda Taylora rozprawy: Naprawa pieniądza włoskiego uzyskał stopień doktora nauk ekonomiczno–politycznych na Wydziale Prawno–Ekonomicznym UP. W latach 1936–1939 prowadził wykłady ze skarbowości w Wyższej Szkole Handlowej, którą w 1938 roku przekształcono w Akademię Handlową. Kilkakrotnie przebywał we Włoszech czego rezultatem była jego praca pt. Faszyzm i włoski system podatkowy. Działacz Stronnictwa Narodowego w okresie międzywojennym. W Warszawie spędził lata okupacji niemieckiej, gdzie w 1942 habilitował się na Tajnym Uniwersytecie Ziem Zachodnich, wykładając na nim również ekonomię polityczną, skarbowość i prawo skarbowe. Uczył także w tajnym gimnazjum w Milanówku, niekiedy udostępniając w tym celu własne mieszkanie. W czasie wojny napisał dwie prace: Fiskalne metody polityk populacyjnej i Xiążę-Minister Franciszek Xawery Drucki-Lubecki 1778–1846. Ta druga 656-stronicowa monografia została opublikowana w 1946 (Wydawnictwo S. Arcta, Warszawa), zyskała opinię unikatowego opracowania z historii polskiej skarbowości.
Do Poznania powrócił po wyzwoleniu i na Wydziale Prawno–Ekonomicznym UP objął kierownictwo Katedry Skarbowości i Prawa Skarbowego. Równolegle od 1945 roku kierował Katedrą Skarbowości i Polityki Gospodarczej w Akademii Handlowej. W 1950 roku po przemianowaniu Akademii Handlowej na WSE utworzono Katedrę Finansów Publicznych, którą Zdzitowiecki kierował do 1952 roku. Do przejścia w 1968 roku na emeryturę pozostał kierownikiem Katedry Prawa Finansowego po przekształceniu Wydziału Prawno–Ekonomicznego na Wydział Prawa UAM. Członek założyciel Instytutu Zachodniego oraz członek Międzynarodowego Instytutu Finansów Publicznych, Wydziału Historii i Nauk Społecznych Poznańskiego Towarzystwa Przyjaciół Nauk oraz Oddziału Wojewódzkiego Polskiego Towarzystwa Ekonomicznego w Poznaniu.
Za działalność dydaktyczną i wychowawczą wyróżniony został nagrodą ministerialną II stopnia, a za całokształt pracy odznaczony Krzyżem Kawalerskim Orderu Odrodzenia Polski.
Zmarł 24 maja 1975 roku w Poznaniu i pochowany został na cmentarzu Junikowskim. Rodziny nie założył.